# Psicología dialéctica
La psicología dialéctica es una tendencia de la psicología científica. Es una tendencia en proceso de integración, articulando corrientes y autores significativos que tienen fundamentos y objetivos comunes. Las principales corrientes de la psicología dialéctica son: psicología histórico-cultural, psicología del individuo concreto, psicología de la liberación y psicología de la actividad personal.
Las categorías psicológicas principales de la Psicología dialéctica son: actividad, conciencia, personalidad y comunicación. El manejo categorial se realiza con el enfoque dialéctico, en el marco de un paradigma en construcción de carácter crítico y constructivo.

## Historia

### Representantes
Aleksandr Lúriya
Piotr Galperin
Lev Vygotski
Henri Wallon
Saldivar

## Corrientes actuales

### Psicología de la actividad personal
- Datos: Q6090381